# 伯納·馬多夫
伯納德·勞倫斯·馬多夫（Bernard Lawrence Madoff，1938年4月29日—2021年4月14日），是美國金融界經紀人、前納斯達克主席，後創立自己的對沖基金——「馬多夫對沖避險基金」，作為投資騙局的上市公司。

## 生平
伯納·馬多夫因為設計一个庞氏骗局（層壓式投資騙局），令投資者損失接近650億美元，其中包括众多大型金融機構。馬多夫的骗局是在美國證券交易委員會等機構的監管之下长期运作而未被察觉。英國金融時報引述消息人士說，匯豐控股於馬多夫投资丑闻中的潛在風險可能負債15億美元。馬多夫已婚，有兩個兒子（后自杀）曾職其公司高層。
2008年12月12日，70岁的馬多夫被逮捕，并坦承11項罪名，認罪收押，囚犯編號是61727-054。2009年6月29日，聯邦法官陳卓光判處馬多夫150年監禁，这是此类罪行最高的刑罚。
2021年4月14日，美國聯邦監獄管理局指馬多夫已在北卡羅來納州布特納的獄中死亡，死因是慢性肾病，終年82歲。

## 受害者及損失金額
根據華爾街日報的統計資料，在马多夫投资丑闻中損失金額超過1億美元的受害者包括：
- Fairfield Greenwich 集團 75億美元
- 萬通金融集團旗下的對沖基金Tremont公司 33億美元
- 桑坦德銀行（Santander）28.7億美元
- 奧地利銀行（Bank Medici AG ）21億美元
- Ascot Partners 18億美元
- 紐約投資公司「Access International Advisors」14億美元
- 富通(Fortis Group) 13.5億美元
- 瑞士銀行 10億美元
- HSBC 10億美元
- 瑞士BENBASSAT & CIE私人銀行 9.35億美元
- Primeo SelectFund 8.35億美元
- 法國外貿銀行（Natixis） 4.5億歐元（6.05億美元）
- 皇家蘇格蘭銀行 6億美元
- 紐約大都會隊老闆威爾彭（Fred Wilpon）
- 通用汽車金融服務公司（GMAC）董事長莫金（Ezra Merkin）
- 費城老鷹隊前老闆布拉曼（Norman Braman）
- 法國巴黎銀行 3億5000萬歐元
- Man Group 3.6億美元
- 野村控股
- Kingate Global Fund 全球基金
- 葉史瓦大學
- Maxhd資本管理公司

## 最大贏家及獲益金額
皮考尔被认为是麦道夫投资丑闻中的最大受益者。根据麦道夫案资产清算托管人皮卡德提交的法庭文件指出，从1970年代开始，皮考尔和他妻子芭芭拉（Barbara Picower）经营的一个基金会从麦道夫的投资中获取了72亿美元的收益。皮考尔于2009年10月因心脏病发，于佛罗里达住宅游泳池溺斃，美国检方未对他提出任何指控。其遗孀与皮卡德之后达成和解，同意交还72亿美元。

## 外部連結
- .   [2019年5月24日]. （原始内容存档于2008年12月14日）.